# 能代大火
能代大火（のしろたいか）は、秋田県能代市で発生した大規模な火災である。
1949年（昭和24年）2月20日に発生した第一次能代大火と、1956年（昭和31年）3月20日に発生した第二次能代大火があり、いずれも市民生活に甚大な被害をもたらした。

## 第一次能代大火

### 第一次能代大火の概要
1949年（昭和24年）2月20日0時35分頃、市街西部の清助町新道の木工所から出火した。第一発見者は当時の能代市消防団常備消防部の団員で、望楼からの発見である。この冬は暖冬で市内にほとんど積雪がなく、また火災発生前日より次第に風が強くなってきており、夜半には粉雪が舞い13m/sの強風が吹いていた。火災が懸念される気候のため、消防ではポンプ車を警戒のためサイレンを鳴らして巡回させていたが、走り去ったすぐ後に火災が発生した。当日の気象状況は以下の通り。
- 湿度 -  48％
- 気温 -  5℃
- 風向 - 西風、1時半から北西、4時から西風
- 風速 - 13m/s、最大18m/s、突風 20m/s

火災の発見を受けてただちに当時保有していた4台のポンプ車のうち3台（残る1台は東京に修理に出していた）が出動し、1台が火元の消火にあたった。発見が早かったことから一旦は消火しかかったものの、中途で130mほど東に離れた別の木工所の柾葺き屋根に飛び火。以降も火の粉が家々を舐めるように横に拡がっていき、同時多発的に発火していった。出動した3台のポンプ車のうち別の1台も火に包囲されて動けなくなり、火の回りが速く2台のポンプ車では対処不能な状況となった。午前2時を過ぎる頃には、秋田・土崎・五城目・船越・鷹巣・大館などから応援の消防車15台が駆け付けたが、市外から来たため貯水槽の場所がよく分からなかったり、あるいはそもそも貯水槽の周囲が火に巻かれて近づけなかったりしたため、機能不全であった。米代川の自然水利も全く使用することが出来なかった。午前2時40分には能代市警察署から最後の電話通信が送られ、電話交換手が退避して間もなく警察署が焼失した。
午前3時を過ぎて火勢はさらに東進し、五能線を越えて日吉神社や営林署も焼尽した。日吉神社では避難してきた市民が家財を運び込んできていたが、これらも軒並み焼失した。火勢はさらに秋木下駄工場にも飛び火し、駆けつけた職員や工員たちにより必死の消火が試みられたが、午前4時頃にボイラー室や配管が焼けて消防機能を喪失した。結果として火災は当時の能代市の中心街や基幹産業であった木材加工の工場をほとんど焼き尽くし、また多くの家屋も焼失したが、渟城第二小学校前を防御線として破壊消防まで行ったことで、以南の柳町、畠町方面及び能代駅方面への延焼は食い止められた。7時間近くに亘って続いた火災は、午前7時頃になってようやく鎮火し、秋木工場の鎮火はやや遅れて午前8時頃である。

### 第一次大火の被害状況
この火災では3名の死者と、132名の負傷者という人的被害を出した。住家1,295棟、非住家942棟が焼失、また破壊消防によって5棟が破壊された。被災世帯数は1,755世帯で、8,790人が被災している。火災発生から10日間、渟城第一、第二、第三小学校を休校とし、縁故者のいない被災者333名がこれら3校及び能代工業高校に分けられて収容された。
被害範囲は東西約1,500m、南北約800mに及び、焼失面積約25万2,000坪（およそ83.6ha）は、当時の市街地のおよそ42％に達した。被害が出た町名は、上町、万町、馬喰町、羽立町、上川反町、仲町、幸町、大町、畠町、後町、清助町、下川反町、富町、寺町、長根町の15町に及んだ。焼失した区域には473棟の土蔵があったが、焼け残ったのは127棟だけで、大部分の土蔵が持ちこたえられなかったことが火勢の強さを物語る。当時の市街地は製材所や木工所が各所にあり、木材や板材といった可燃物が多かったが、これらが火柱となって飛び、文字通り飛び火して被害を拡げた。さらに丸太は青光りする炎を上げて飛びながら燃えたという証言が、当時の能代市長柳谷清三郎から残されている。
また、この火災では市民生活に関わる施設の多くが被害を受けた。市役所をはじめ、警察署（能代市警察署、山本地区警察署）・裁判所・郵便局・営林署・食糧公団・信用組合・勧業銀行支店・青森銀行支店・民生病院などが軒並み焼失。市当局では夜明けとともに市役所に隣接する渟城第二小学校を仮の市役所として定め、罹災証明の発行など当面の対策を開始した。また、県からは小畑勇二郎民生部長（のちの県知事）が来能して現地指導を始め、各地からは救援物資を積載したトラックが次々到着した。翌21日から渟城第二小学校を拠点として配給を行うため、周知のためラジオ放送を依頼、トラックや回覧板を通じて市民に周知を図り、証明書発行の準備にあたるなど当日は徹夜で準備作業が行われた。第1回目の配給では、食パン1人1個、乾パン2人につき1袋、マッチ、作業着、手ぬぐい、足袋、1世帯につき1反のメリヤス、味噌1人5匁（5日分）、醤油1人1合（5日分）が配分された。米は食糧営団によって配給された。
被害総額は、鎮火直後の市役所の見積もりでは約34億円程度とみられていたが、能代市警察署による最終的な調査では47億2,500万円に達した。火元は当初より特定されていたが、火災原因はその後4ヶ月にわたって慎重に捜査され、火元となった木工所にあったストーブの残り火が付近のカンナ屑に燃え移ったものと推定して、6月23日に同所の単独失火と断定した。これに基づいて火元宅を重失火及び過失致死罪で書類送検したが、同家からは横塀からの出火を理由に失火説を否定して放火ではないかと主張した。このため検察でも慎重を期して検討が行われ、10月4日に結論が発表された。結論としては、工場からの出火は推定できるがストーブが原因かどうか明確でないこと、一方で火元側が主張している放火説の証拠も成り立たないことから、重失火及び過失致死については不起訴となった。一連の捜査の中でも、一次火災と二次火災の関連性について明確とならなかった。

### 第一次大火後の復興

#### 第一次大火後の都市計画

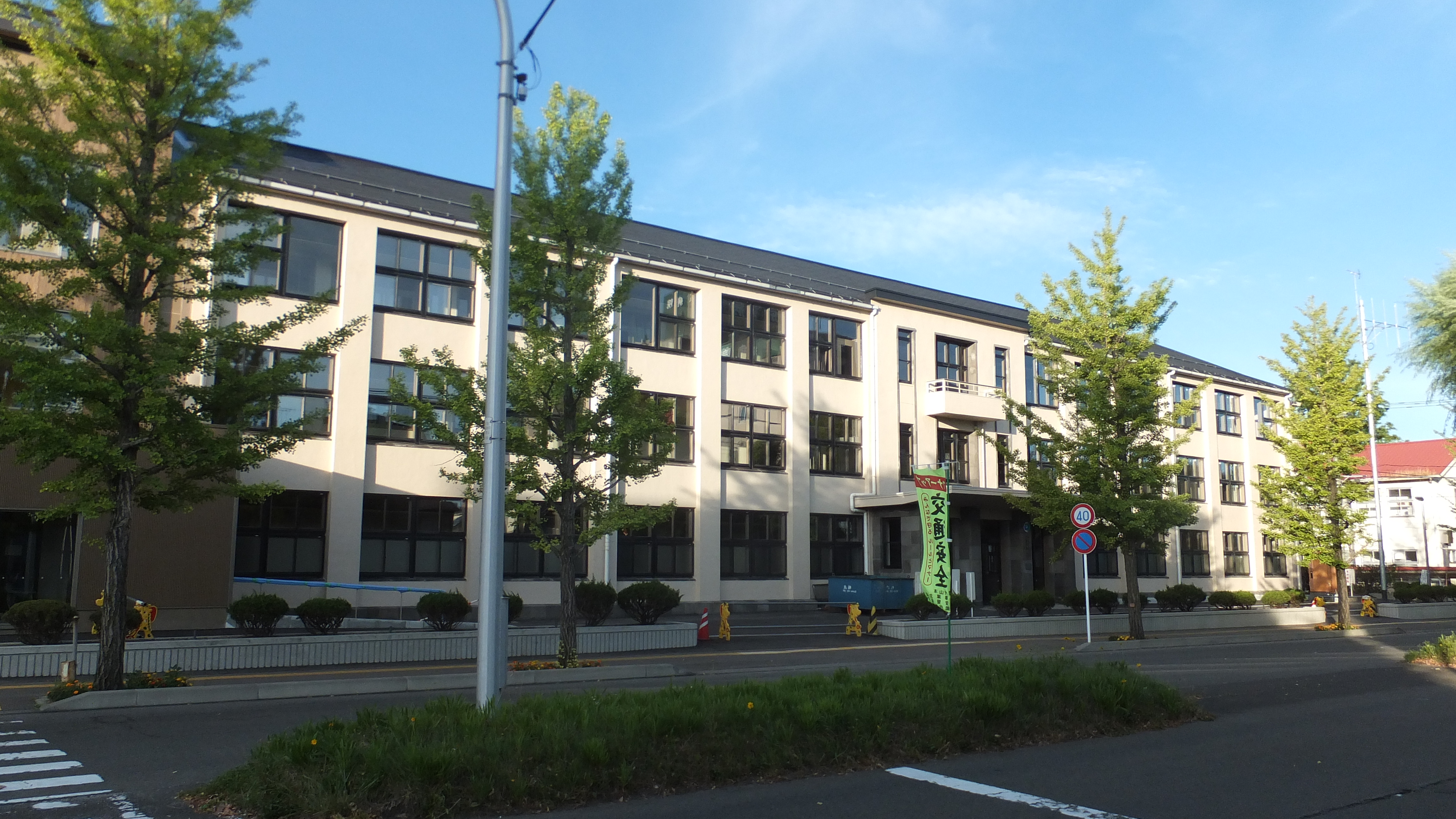
大火の後復興建築として竣工した能代市役所第一庁舎。2017年に市役所新庁舎が業務開始してからも市長室等が入る現役の庁舎として使用中である。

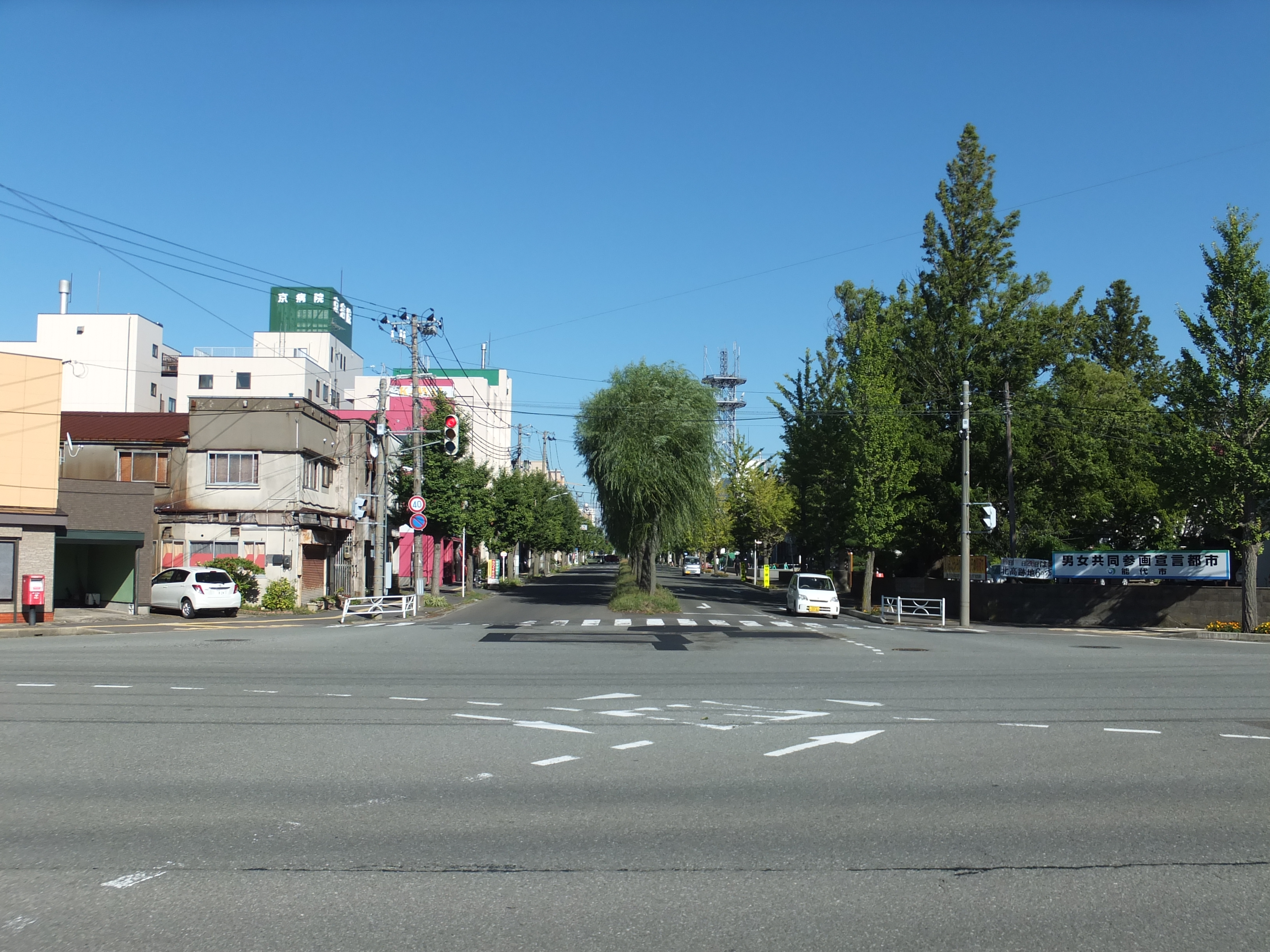
22mの幅員を持つ市役所北側の通り

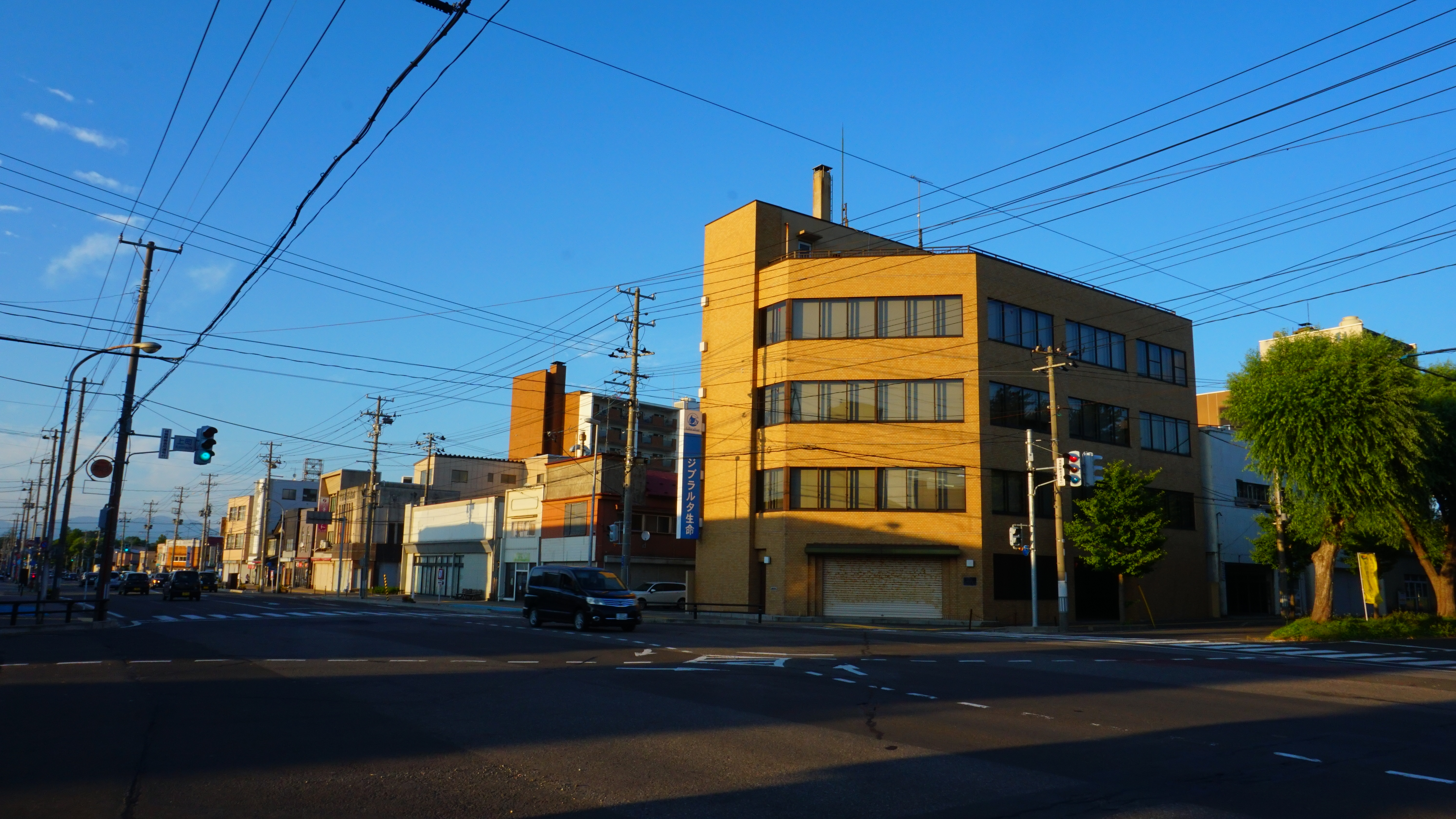
能代橋に向かって30mの幅員で伸びる畠町通り

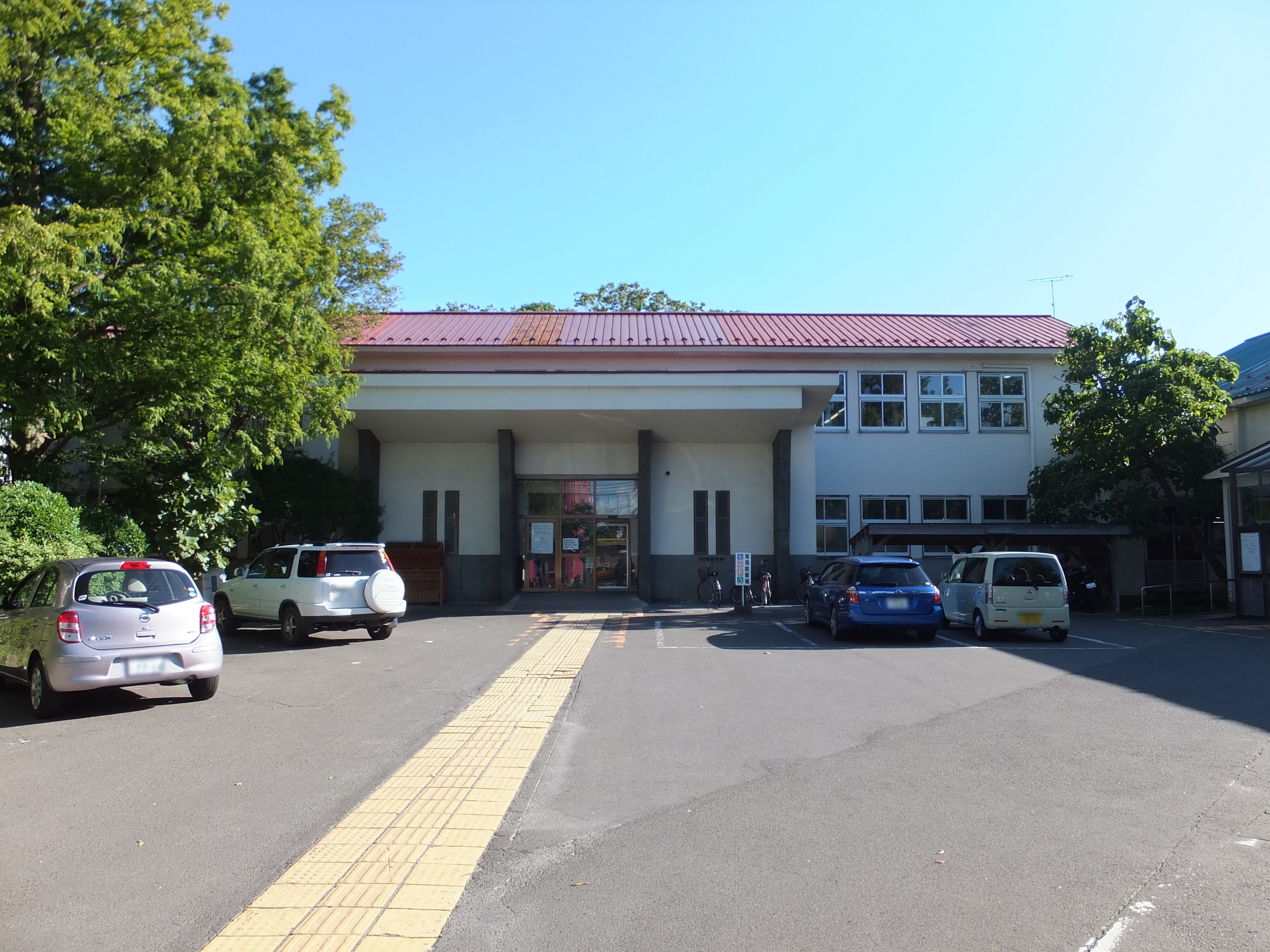
能代市役所旧第四庁舎。第一次大火後、公民館兼図書館として竣工した。

市民生活の復旧作業と並行して、政府への復興援助への要請のため、県からは小畑民生部長、市からは柳谷市長、藤原与市市会議長らが上京し、3班に分かれて陳情活動を行った。しかし、年度末で援助に対する予算がなく、加えて当時示されたばかりのドッジ・ラインにより財政均衡の遵守を求められていたこともあって、捗々しい反応を得られなかった。それでも3班合同で閣議直前の閣僚1人1人をつかまえて熱心に被害状況を訴えた甲斐もあり、内閣調査団の派遣にこぎつける事が出来た。浅岡信夫厚生政務次官、堀末治地方財政政務次官らからなる内閣調査団は3月31日に来能、被災状況を視察の上、仮市役所にて懇親会に望んでいる。
また、復興のための新たな都市計画案が提示された。大火からわずか4日後の2月24日には、市当局から『能代市復興都市計画』が発表されている。その要旨は以下の通りであり、当該部分について『能代30年の歩み―戦後の証言』189頁よりそのまま引用する。

- 火災の経験、交通上、風致上の見地より市街地を東西二本、南北二本の幅員二二～二四メートルの防火帯で分割し、充分なる植樹と貯水槽を設け、防火機能を拡充する。
- 焼失区域内の寺院・墓地は市街地外に移転し、跡地は公園として保存する。
- 焼失した第二中学校は焼失区域外に移転し、公会堂、公民館などの公共施設の建築敷地として利用する。この敷地の前には広場を置き、大貯水槽を設ける。
- 旧来の街路面積は市街地面積の五％にすぎず、建築密度が過大であったから、街路公園、防火帯などの公共空地を市街地面積の三五％程度とする。
- 街路は東西に幅員一八メートルの交通幹線を設けるほか、一二～一五メートルの街路を配し、鉄道沿線、米代川沿い旧国道には八メートル街路を置く。
- 以上の街路に包まれた街廓に幅員六メートルの細街路を配置し、常時の利用と共に防火活動に資する。
- 鉄道以西の焼失区域一帯約十九万坪の地積に対しては、都市計画土地区画整理事業を行う。
- 土地区画整理の実施に当たって建築物の復興を容易ならしめるため、速やかに土地使用区域を指定する。これがために、土地各筆の従前の面積は実測によらず、土地台帳地積とし、減歩率は三割とする。
- 土地使用区域の指定は三ヵ月程度を目標とし、土地区画整理事業、街路防火施設の整備などは昭和二十七年三月完成する。
- 焼失した中島橋、中島原橋は復旧架設する。

—『能代30年の歩み―戦後の証言』1977年、北羽新報社編
この原案は、24日の「災害復興対策協議会」で審議され、早速紛糾したものの建設省の広瀬技官の要請もあり原案を可決した。公開されたこの計画案は同じように市民の大きな反響を呼んだ。モータリゼーション以前の当時、地方の小都市において幅員30メートルの道路は破格の計画だった。宏大な道路計画によって土地の提供を余儀なくされる市民には反対意見も多くあったが、結局は半年で都市計画の大綱は受け入れられた。区画整理の換地割り当ては同年7月中に完了、8月15日までに杭打ちを終え、9月には畠町通り拡幅に着手している。
この大火では主だった官公庁が軒並み焼失したため、どこで復旧させるかが復興計画の大きな焦点となった。6月1日に蓮池公咲県知事が来能しているが、この時知事からは焼失した官公庁を罹災区域の外に移転するべきだとする意向が示されている。しかし、元の位置で復興してほしいという住民の意向が強く、市役所、市警察署、裁判所、郵便局は元の位置で復興することの内定を得た。山本地区警察署は図書館跡に、山本地方事務所、能代保健所の県施設2つは民生病院跡に、民生病院は長慶寺跡への移転が決まった。新たな市庁舎は市長の柳谷と第二高等学校及び東京帝国大学で同門だった武藤清東京大学教授に設計を依頼。施行は清水組が1,441万円余で落札し、9月に着工、翌1950年（昭和25年）5月に竣工している。この市庁舎は戦後復興期の庁舎建築の好例として2007年（平成19年）7月31日付で登録有形文化財として登録されており、2017年に市役所新庁舎が業務開始した後も、一体の施設として現役で使用されている。また、同じく1950年10月には市役所庁舎の西隣に公民館兼図書館が完成。これは大火の被害にあたり全国から寄せられた義援金を活用して建設された。この公民館兼図書館も後に市役所第四庁舎となり、2016年（平成28年）まで使用された（2017年12月解体）。
被災者向けの復興住宅は、米代川対岸の向能代地区（向ヶ丘、緑ヶ丘）に住宅団地が建設された。それまで能代市では戦後の住宅難に際して睦町、豊祥岱に市営住宅を供給してきたが、向能代地区が新たな候補に挙がった折、財政窮迫を理由に一旦建設が保留されていた。しかしこの見合わせは大火発生の前日の出来事であったため、大火後に応急住宅が必要になった際に真っ先に候補地となり、建設省と協議の上で向ヶ丘（五能線東側）に応急住宅215戸の建設を発表、続いて緑ヶ丘（五能線西側）に140戸、また万町に第一、第二アパート36戸の建設を打ち出した。市が投じた事業費の総額は5,900万円に上った。また、県は1,000万円を起債して県営住宅104戸を建設している。それまで渟城第二小学校を避難所としてきた被災者も5月には向ヶ丘住宅の完成により移転、渟城第二小学校の授業再開は校舎清掃のためやや遅れたものの、6月には近隣の渟城第一小学校、渟城第三小学校から引っ越して21日に帰校式を行い、4ヶ月ぶりに再開した。また、新たに住宅街となった向能代地区では、1952年（昭和27年）に五能線向能代駅が開業している。

#### 産業界の復興
当時の能代市の中心産業は製材、合板やベニヤ板等の製造、樽製造、銘木などの木材加工業であり、これら工場は市街中心部にあったため、大火により軒並み焼失してしまった。しかし、この時は復旧への意欲が強く、誰がいち早く工場を再開させるか競い合うような活気があった。2月24日には秋田営林局にて今後の見通しに向けた話し合いがもたれている。その中では、罹災した各工場が大火前に保持していた製材能力2,631馬力を2,000馬力まで圧縮し、最大手の秋田木材に300馬力を配分（大火前は675.5馬力を保有）、昭和木材（同じく310馬力を保有）、東北木材（同303馬力を保有）、杉本材木店（同320馬力を保有）の3社に各200馬力を配分、以下これに準じることとし、その見返りとして能代市の産業向けに国有林材の30万石特売を5年間保証する方針が示されている。
2月24日同日には能代営林署でも木材復興会議が開かれていた。ここでは今後の見通しと配材の要領などが説明され、能代市自身が復興用材を大量に必要としていたため、丸太の県外移出を極力避けて進駐軍命令及び中央価格の混乱を避けるための最低量に限定し、工場復興用として5万石、一般住宅用として10万石を配分する方針が示された。当時の国有林は戦中戦後の過伐採のために木材生産量が年々激減している状況にあったが、能代市の復興のため、秋田営林局でもたれた話し合いと同様に木材の30万石特売の方針が示されており、2月28日に正式に業者に伝えられている。これは復興のための優待的な特売であったため、その条件として失業者を出さないこと、生産力を調整することの2点が至上命題となった。罹災した工場には旧来以上の規模で復興したいという意向もあったが、増産競争による共倒れを防ぐための生産調整が不可欠だった。かつて30万石以上の製材実績のあった能代市では柳谷市長が30万石の特配では小さいのではないかと懸念したが、市内製材界の能登斌治（東北木材専務、のち社長）は、将来の特売の縮小が見込まれる中で今後5年間に渡り30万石が配分される保証が非常に好条件であると見込んで賛成している。実際30万石特売の方針が示された当初、業者の反応も様々で当初は賛否が対立し、生産能力の圧縮という条件に激怒する者もあったが、この方針が好条件であることが呑み込めていくにつれ反対意見が沈静化し、最終的に満場一致で受容する方向に至った。一方、この30万石特売の方針は柴田栄秋田営林局長の独断で示されたものであったため、柴田が上京して三浦辰雄林野庁長官に大論争の末追認させる経緯もあった。こうして決定された30万石特売の方針は他地域からの反発も招いたが、能代市内業者からの反駁により表面的には何も言われなくなった。また、生産能力の調整は、罹災しなかった工場からの反発も招いたものの、営林局、県、業界の監視のもと着実に実行され、6月1日、3日の両日に実態調査が行われた。ここでは目標の2,000馬力への圧縮は未達だったが、減縮率約60％、2,200馬力に圧縮したことが報告されている。
一方、当初よりこの優待は能代市復興のために出されたものであり、営林局では生産力圧縮と並ぶ条件として、失業者を出さないことについて言及してきた。しかし、最大手の秋田木材が3月19日に120人解雇の方針を組合側に通告し、失業の懸念は現実のものとなった。秋田木材の社長相沢治一郎は、30万石確保の声明が示された2月28日には、その席上で方針に従うことを表明しており、周囲に与えた困惑は大きかった。事実、秋田木材の解雇問題が引き金となる形で他社にも人員整理が波及し、6月には残存していた松下能代工場までもが解雇を発表した。これに際して秋田営林局長の柴田栄は、「焼けた工場がいかに大なる犠牲を払って、市民の生活拠点を死守しつつあるかを、この際反省すべきであろう。」と、厳しく非難する声明を発表している。

#### 金融上の支援
大火からの復興するためには膨大な資金を必要とし、それは罹災した企業において尚更のことである。この第一次大火で支払われた保険金は総額で1,500件、1億8,000万円に達したが、被害額からすると些少で、また各社とも受け取った保険金を当座の借り入れの担保とせざるを得なかった。産業の復興にあたっては最低でも1億3,000万円が必要と見込まれ、当初は復興金融金庫（復金）からの調達を目指したが、日本銀行本店から秋田支店に向けて不可である旨の通知が送られた。その後農林省（当時）及び経済安定本部（安本）、復興金融金庫、県当局で関係者会議を行ったが、農林省の関係予算内にも資金を出せる枠がなく、また年度末が迫り事務的な手続きも不可能であるとされた。さらに方針をあらため長期資金貸し出しにあたる日本興業銀行（興銀）を中心にシンジケートを作り、これが地元銀行に融資することでシンジケート - 地元銀行 - 罹災企業という間接的な融資の流れを作ろうとしたが、これも困難との見通しが示された。ここに及んで市長の柳谷が秋田銀行専務の前田實（のち頭取）とともに上京し大蔵省銀行局長室を訪問、柳谷と旧制第二高等学校で同門だった愛知揆一銀行局長が共同融資の呼びかけに奔走し、中山素平日本興業銀行副頭取が応じて5月31日に1億3,500万円の融資が取りまとめられた。融資の貸出し期間は2ヶ年、年利約12％で6ヶ月据え置き後、2ヶ月月賦による返済であった。
こうして大手企業の救済融資の道筋がついたものの、中小零細企業にはほとんど手当てがされていなかった。大手企業への融資と同様にこれら企業への復興資金の融資も重要な課題となったが、これについて蜷川虎三中小企業庁長官（のち京都府知事）が信用保証協会を設立する方策を示し、県単位の信用保証協会なら大蔵省も認めるので県に働きかけるよう示唆した。これを受けて蓮池県知事が協会設立を県議会に諮ったものの、議会からの反発が強く、市単位での協会設立を目指さざるを得なかった。しかし人口5万人程度の市での信用保証協会設立は前例のないものであり、問題は再び銀行局長の愛知の元に持ち込まれた。愛知は一晩考えた末、将来、県で協会を設立する際は無条件で吸収合併することを条件に、能代市信用保証協会の設立を認可し、同協会は7月から業務を開始している。

#### 復興祭
復興に際しては様々な問題が立ちはだかったが、復興は着々と、そして急速に進展した。大火からおよそ4ヶ月が経過した6月26日に遊説のため来能した大蔵大臣の池田勇人は、復興の早さに驚嘆する旨の発言を残している。また、同年11月には第72回秋田県種苗交換会が開催され、1週間の会期中に18万5千人の人出を集めた。開催にあたっては、焼け野原の市内で種苗交換会どころでないと開催返上を求める声もあったが、市長の柳谷により「全県の人々に能代の復興ぶりを見てもらういい機会だから、断わる理由はない」と一蹴され、開催が推し進められた。1949年後半には、焼失した製材工場も続々復旧し、操業を再開している。
第一次大火のあった1949年（昭和24年）は、ドッジ・ラインが実施されるなど日本経済の急速な転換期にあたる。ドッジ・ラインに基づく諸政策は敗戦以来の深刻なインフレーションにとどめを刺した一方で、デフレーションが進み、年後半には「ドッジ不況」と呼ばれる不況が現出した。この影響は能代の産業界にも及び、木材価格は戦後初めてヤミ価格が公定価格を下回るようになった。あちこちの工場で人員整理が行われ、年末には多くの失業者が発生した。年が明けて1950年（昭和25年）は、ドッジ・ラインのもう1つの側面である統制の緩和と自由競争の促進という観点から、木材の価格統制が撤廃され、能代の製材業界では明るいニュースとして受け止められたが、深刻な需要不足による木材価格の低迷は、1950年の前半まで続いた。この状況の転換点となったのが、6月25日に勃発した朝鮮動乱（朝鮮戦争）である。この戦争により大量に軍需部門の特需が生み出されたほか、戦後のバラック住宅に耐用年数が到来しつつあったこともあり、民需部門の住宅材発注も急増した。また、第一次大火と時期を前後して能代では天井材として使われる張天と呼ばれる合板の商品化が進められ、後に能代の製材業の主力商品に成長することとなる。このように朝鮮特需を端緒とした木工業界の好景気は、1953年（昭和28年）秋に再びデフレ政策が取られて不況に落ち込むまで続いた。
当時の能代の主力産業である木工業が息を吹き返す一方で、市民生活は深刻な影響を免れず、大火から2年目の1951年（昭和26年）には税の滞納者が急増し、生活保護受給世帯の比率も大火前の2倍以上の722世帯（全世帯の7.4％）に達した。しかし、先述の通り区画整理、道路拡幅などの都市改造も急ピッチで進められ、1954年（昭和29年）8月3日に、復興祭が行われた。大火後の復興建築として1950年に竣工した市議事堂（現・能代市役所大会議室）に来賓700人が集められて復興完成記念式典を行い、一旦の区切りとした。

## 第二次能代大火

### 第二次能代大火の概要
1949年の大火からの復興途上にあった能代市を再び大火が襲ったのは、復興祭からわずか1年半後の1956年（昭和31年）3月20日、22時55分のことである。この日は夕方17時15分に発生した別の火災を鎮火させて大火を未然に食い止めたが、その時にホースを使い切って消防の余力がなくなっていた所に2回目の火災が発生するという不運が重なった。

#### 1回目の火災の発生
第二次能代大火の1回目の火災は、17時15分、市内明治町の製材工場の事務室から出火した。この日もやはり強風で、正午頃に吹いていた風速9m/sの東の風は次第に強さを増し、通報を受けて出動した際は13m/sに、消火活動中の20時頃には18.2m/sにも達していた。近所の発見者から直ちに通報され消火活動が始まったものの、火の回りが速く、火元の工場の2棟が火に包まれて南に隣接した住宅にも燃え広がった。中和通り方面にも火の粉が飛んだものの、こちらは付近住民や消防団員の必死の消火で延焼が食い止められ、西側のバラック街にも消防力を投入して延焼を防いだ。さらに東能代機関区から蒸気機関車が出動して桧山川運河から揚水し、水不足をカバーした。この時は必死の消火活動と周囲の協力もあって大火が未然に防がれ、この火災は19時30分には鎮火した。しかし周囲の丸太がまだ燃えていたため完全な鎮火にはなお時間を要した。また、鎮火に成功したものの、当時の消火ホースは布製で1回使うと硬くなってしまい、次の使用に困難をきたした。このことが2回目の火災時に迅速な初期消火を阻む要因となった。

#### 2回目の火災
3月20日夜半の天候は、東ないし東北東の風、風速14.5m/s、瞬間風速21.7m/s、気温3℃、湿度63％、実効湿度70％という、温暖で乾燥し、加えて風が強い非常に危険な気象状況となっていた。2回目の火災は市内畠町にある民家からの出火で、原因は火元宅の主婦が七輪の火の消火確認が不充分なまま就寝したことによるとされる。火元宅の住人が火災に気付いた23時5分頃に先立って、22時55分には望楼から小火を発見しており、直ちに消防車2台を派遣させている。また、1回目の火災の現場からも撤収作業中の消防車に配置転換を指令した。しかし、1回目の火災で使用したホースは硬くなっており再使用に手間取った上に、消防署内には穴の開いたホースしか残っていなかった。初期消火に手間取る中で、周囲は柾屋根の木造住宅が密集していたため、あっという間に燃え広がった。日付が変わる3月21日午前0時頃には畠町周辺を焼き尽くし、西に拡がって柳町、東住吉町方面に延焼。更に西に進んで住吉町一帯を火の海とし、渟城幼稚園・八幡神社・護国殿を焼いた。午前2時頃には新柳町、出戸沼方面を焼き尽くし、さらに一旦火が消えかかった畠町商店街が再び燃え始め、能代駅方面に向かって延焼していった。近在からの応援も含めた消防自動車23台、ポンプ13台、消防組員900人が必死の消火活動にあたったが、午前3時頃には火勢は柳町新道（現・国道101号）を横断して西進、出戸町方面に進み出戸町派出所も焼いた。この頃から風向きが東北東に変わり、風の向くまま市街を焼き尽くした火の勢いは、盤若山（現・能代公園）に到達する頃には収まりをみせはじめた。午前5時30分頃には類焼のおそれがない程度に火の勢いも弱まり、午前7時30分に完全に鎮火した。

### 第二次大火の被害状況
第二次大火では194人の負傷者を出したが、幸い死者は発生しなかった。焼失面積も第一次大火を下回ったが、約95,200坪（およそ31.5ha）を焼失し、第一次大火を免れた市街南方に大きな被害を出した。8割以上の住戸が焼失した全焼区域は東住吉町、住吉町、新柳町、柳町新道、本町、大正町、一部焼失した畠町、柳町、出戸町、新町、栄町を含め、被害は11町に及ぶ。焼失面積は第一次大火の約252,000坪（83.6ha）を大きく下回るものの、第二次大火では住宅密集地域が罹災したために、1,156戸、1,475棟を焼失した。被災世帯数1,248、被災人員6,087人は、第一次大火の被災1,755世帯、8,790人のおよそ7割に達する。能代市災害復興対策本部の調査では、被害総額もおよそ30億円に達した。
第二次大火の発生により、能代市はあらためて「火事のまち」という汚名を被ることとなった。柳谷清三郎の後任として市長に就任していた豊沢勇治も、県民に支援を要請する談話の中で「火都能代市の汚名を着ることとなった」と表現している。戦後に発生した大火のうち、当時の焼失戸数ワースト6位、7位を能代市が占めることとなった。

### 第二次大火後の復興

#### 大火直後の対応
第二次大火では住宅密集地に大きな被害をもたらした一方、市役所が無事であったため、ただちに被災世帯への支援と、復興への青写真を描くことが出来た。3月21日午前11時より急きょ議会を開き、災害対策協議会の設置を承認、応急措置のための追加予算として100万円を議決した。また、この日の議会では「焼失区域一円に都市計画法による区画整理の実施されることをその筋に要請する」議決を行った。
県の対応も迅速であった。第一次大火の時に県の民生部長だった小畑勇二郎は、1955年（昭和30年）に秋田県知事に就任しており、大火発生中の21日午前3時に緊急部長会議を招集、阿部泉副知事を本部長とする能代市火災対策本部を県庁内に設置し、直ちに災害救助法の適用を決定、能代市への支援物資及び人員を急派させた。同日日中には小畑や青山倭県議会副議長らが現地を視察、また市議会にも出席し、19項目に渡る救助対策を明らかにした。政府でも21日夜に厚生省、建設省の係官を派遣。秋田県選出で当時鳩山内閣の官房長官であった根本龍太郎が応急住宅を建設省に折衝している。また、いずれ必要となる区画整理に際しては、その半額を国庫負担とすることを決定した。
翌22日には市長の豊沢勇治および市議代表5名が県庁及び県議会に出向き、能代市復興に関する陳情を行った。この時の豊沢市長、高階長吉市会議長らの陳情では、次のような具体的な方策が述べられた。被災世帯1,248（このうち生活保護受給世帯55）を、
- 自力再建可能 - 406
- 補助あれば建設 - 240
- 再建能力を有さない - 602

に分類。またそれまでの55世帯に加えて新たに300の生活保護受給世帯発生が見込まれたため、
- 保護世帯のため約5,700万円で355世帯を収容する共同住宅を建設（1世帯あたり7坪。坪単価23,000円の計算で総額5,715万5,000円）。
- 再建能力のない602世帯から上記355世帯を差し引いた247世帯の分について1戸9坪で公営住宅を建設（坪単価26,600円で総額5,913万1,800円）。
- 補助あれば建設可能の240世帯のため住宅金融公庫の建設資金で建設（約1億1,500万円）。

という方策が示された。この実現のための建設資材として、応急資材4万5,000石。木材22万5,000石の特売を要請した。林野庁長官の石谷憲男も、国有林の払下げにあたって最大で半額まで値引きできることから被害の実情に即した措置を取るよう指示を伝えている。

#### 第二次大火後の都市計画
22日に現地入りした建設省の建設課長、技官らにより、ただちに区画整理案の作成に着手された。わずか1日で設計図を完成させると、翌23日の市議会全員協議会にその大綱を報告した。その概要は、被災区域約95,200坪（およそ31.5ha）を含む約12万坪（39.7ha）を対象として区画整理を実施、市街地にあった寺院を市街西方の萩の台地区（後に風の松原と命名されることになる国有林の東隣）に移転、その跡地を換地操作地とし、また道路拡幅を行う。家を失った人たちのために市営住宅300戸を建設するといった内容であった。道路拡幅については、第一次大火の後幅30mの道路となった畠町通りの拡幅区間を南へ伸ばし、金子の坂（能代駅近く）まで延長。柳町新道（現在の国道101号）も両側を拡幅して30m道路とした。また、能代駅前から萩の台方面へ直線道路を伸ばし、柳町通りも畠町通りに直結できるようにした。さらに、大型の30m道路、18m道路の間は、細街路となる8mまたは6m道路により、碁盤の目で区切るようにした。この原案は議会でも直ちに可決され、2ヶ月後には仮換地が完了、9月22日には区画整理が完了した。
また、二度の大火という代償を経て、ようやく能代市でも上水道が整備されることとなった。上水道の要望は戦前からあったもので、1954年（昭和29年）6月には事業認可を受けているが、財政事情から延び延びとなっていたものである。しかし、二度目の大火はもはや猶予を許さなかった。能代市では東京都水道局の顧問であった工学博士小野基樹を最高顧問として水道の実施設計を依頼、米代川から取水した水を市街地南方の臥竜山に設けられた浄水場まで導水し、自然流水によって各家庭まで送る方式が採用された。起工式は1956年（昭和31年）11月28日に行われ、1958年（昭和33年）6月13日に通水式が行われた。

## その後の能代市
二度の大火によって能代市の街並みが生まれ変わった一方で、大火の代償として市の財政は危機的状況となった。第二次大火のあった昭和30年度は、昭和の大合併により近隣の山本郡檜山町、鶴形村、浅内村、常盤村を合併した年でもあるが、これら旧町村から引き継いだ赤字が2,300万円あった上に大火の被害も重なったために、同年の単年度収支は歳入3億4,800万円に対して歳出4億3,800万円と、差し引き8,900万円の財政赤字となった。第二次大火からの復興と並行して、市では財政の立て直しも迫られることとなった。第二次大火から1ヶ月半ほど後の1956年5月4日、市長の豊沢は臨時議会を招集して地方財政再建促進特別措置法の適用を諮った。同法の適用団体とされると地方自治に大きな制約を受ける一方で、大火からの復興に政府からの援助を必要とした能代市では、「財政再建への誠意がない団体」とみなされて不利な立場となることは避けねばならず、苦渋の提案であった。議会では当然激しく反発したが、自主再建の方途もないことから同意せざるを得ず、市ではただちに自治庁長官に再建計画を申請して、11月には承認されることとなった。11ヶ年に亘る再建計画期間は当時「北の能代、南の小松島」と言われたほどのワーストクラスであり、昭和30年代全期を通じて市では赤字解消に努めることとなった。
一方、二度の大火の時期によって苦境にあった市民を勇気づけたものに体操選手の小野喬、鍋谷鉄己の活躍が挙げられる。2人は1952年ヘルシンキオリンピックに出場、小野は跳馬競技で銅メダルを獲得した。小野は続く3大会（メルボルン、ローマ、東京にも出場し、メルボルン大会の鉄棒競技では日本人最初の金メダリストとなるなど、その後の日本体操界の第一人者となった。通算でのオリンピック獲得メダル数は個人10（金3、銀3、銅4）、団体3（金2、銀1）、合計13に及び、金メダル5は2016年（平成28年）時点で近代オリンピック個人第40位の記録となっている。彼らの活躍は「体操王国能代」の名を全国に轟かせ、小野は2017年（平成29年）に野呂田芳成、加藤廣志、山田久志とともに能代市市民栄誉賞の第一号受賞者となった。
また、この大火からの復興行事として始まったものに、能代の花火がある。二度の大火によって沈滞しがちであった市民の気分を一新するために、能代商工会議所にて、当時東北木材社長であった能登斌治の提案によって企画されたもので、1958年（昭和33年）に「全国花火競技大会」と銘打って第1回大会が開催された。この開催にあたっては、全国花火競技大会を開催していた先進地の大曲市（現在の大仙市）に学ぶため、同地の花火師佐藤欣一郎、富樫善弥と、日本煙火協会専務の松尾義雄の指導を仰いでいる。この花火大会は1979年（昭和54年）まで毎年続けられた後、24年の中断期間を挟むこととなるが、2003年（平成15年）に復活し、以降毎年実施されるに至っている。